# Керн, Кевин
Ке́вин Ке́рн (англ. Kevin Kern; род. 22 декабря 1958) — американский композитор и пианист.

## Биография
Кевин Керн родился пятым из шести детей в семье хирурга и домохозяйки в Детройте, штат Мичиган, США.
Начал учиться играть на фортепиано с четырёх лет, с восьми стал писать музыку. В 14 он уже выступал с группой, которую основал сам. Кевин был полон решимости стать профессиональным музыкантом даже несмотря на то, что почти слеп с рождения и не может даже читать.
Ещё в детстве он познакомился с известным джазовым пианистом Джорджем Ширингом, который стал его наставником и привил любовь к импровизации. Кроме того, Кевин продолжал получать академическое музыкальное образование — окончил University of Michigan School of Music и Консерваторию Новой Англии, получив степени бакалавра музыкального образования и магистра исполнения.
В 1993 году Кевин случайно знакомится с президентом компании Real Music Теренсом Яллопом (Terence Yallop). Этот момент можно считать началом его успешной музыкальной карьеры.
Дебютный альбом «In the Enchanted Garden», вышедший в 1996 году, 26 недель держался в чарте журнала Billboard.

## Дискография
- «In the Enchanted Garden» — 1996
- «Beyond the Sundial» — 1997
- «Summer Daydreams» — 1998
- «In My Life» — 1999
- «Embracing the Wind» — 2001
- «More Than Words: Best of Kevin Kern» — 2002
- «The Winding Path» — 2003
- «Imagination’s Light» — 2005
- «Endless Blue Sky» — 2009
- «Enchanted Piano» — 2012
- «Christmas» — 2012
- «When I Remember» — 2016